# الحزب الشيوعي المصري المتحد
الحزب الشيوعي المصري المتحد كان حزبا سياسيا في مصر. تأسس الحزب عام 1957، من خلال اندماج الحزب الشيوعي المصري الموحد والحزب الشيوعي المصري (الراية). وصدر إعلان يدعو إلى الوحدة من أجل ثورة وطنية بين الشيوعيين المصريين والطبقة العاملة والبرجوازية الوطنية والدفاع عن حكومة جمال عبد الناصر. كما ذكر الإعلان أن الحزب سيسعى إلى الوحدة مع حزب العمال والفلاحين الشيوعي في مرحلة لاحقة.
في 8 يناير 1958، اكتمل الاندماج مع حزب العمال والفلاحين الشيوعي، وتشكل الحزب الشيوعي المصري.